# Литургический год в римском обряде
Литурги́ческий или церко́вный год — совокупность различных событий, вспоминаемых Церковью в течение года. В современной Католической Церкви (латинского обряда) церковный год определяется новым церковным календарём, введённым Папой Павлом VI в motu proprio Mysterii paschalis, опубликованном 14 февраля 1969 года. Основным документом, описывающим правила построения церковного календаря, являются «Общие нормы для литургического года и календаря». В дальнейшем в статье пойдёт речь именно о современном календаре, со ссылками, при необходимости, также на старый, дореформенный календарь.

## Богослужебные циклы
В Римском обряде, как и во многих других, богослужебный год можно представить в виде ряда вложенных циклов, включающих воспоминания определённых праздников или святых. В частности, в Римском обряде можно выделить следующие циклы:
Суточный цикл, то есть, последовательность богослужений, совершаемых в течение суток. Рассмотрение этого цикла выходит за рамки данной статьи, подробнее об этом см. Литургия часов.
Недельный цикл. Согласно древней традиции, каждый день недели посвящён какому-либо святому или событию. В традиции Римского обряда сформировались следующие посвящения:
- Воскресенье — Христову Воскресению и Святой Троице
- Понедельник — Святому Духу и душам в чистилище
- Вторник — Святым ангелам
- Среда — Святому Иосифу
- Четверг — Святым Дарам
- Пятница — Страстям Христовым и Его Святому Сердцу
- Суббота — Пресвятой Богородице и её Непорочному Сердцу

В современной практике из этих посвящений сохранились преимущественно два: пятница, как день воспоминания крестных страданий Господа (в этот день предписывается воздержание от мяса), и воскресенье, как день Воскресения Христа из мёртвых. Также может совершаться богослужение в честь Пресвятой Богородицы в субботу.
Месячный цикл. Каждый месяц года также имеет в традиционном календаре свои посвящения:
- Январь — имени Иисуса
- Февраль — Святому Семейству
- Март — Святому Иосифу Обручнику
- Апрель — Святым Дарам
- Май — Пресвятой Богородице
- Июнь — Святому Сердцу Иисуса
- Июль — Пречистой Крови Христовой
- Август — Непорочному Сердцу Богородицы
- Сентябрь — Семи скорбям Марии
- Октябрь — Розарию Пресвятой Богородицы
- Ноябрь — Поминовению усопших
- Декабрь — Непорочному Зачатию

В современной практике сохранились в основном четыре из них. Май и октябрь посвящены Пресвятой Богородице, июнь — Святейшему Сердцу Иисуса, а ноябрь — поминовению усопших.
Годичный цикл. Годичный цикл, то есть, последовательность событий, воспоминаемых в течение года, складывается из двух циклов праздников — подвижных и неподвижных. Подробнее о них будет сказано далее. Говоря обобщённо, годичный цикл складывается из нескольких частей (которые в литургических книгах именуются «время» (tempus)) следующим образом:
- Адвент — начинается за 4 воскресенья до Рождества
- Рождественский период — от Рождества до праздника Крещения Господня (воскресенье после Богоявления)
- Рядовой период (tempus per annum) — до начала Великого Поста
- Великий пост — от Пепельной среды до Страстной среды
- Пасхальное Триденствие — три последних дня Страстной недели и первый день Пасхи выделяются в особое время, именуемое Священное Пасхальное Триденствие
- Пасхальный период — от Пасхи до Пятидесятницы
- Рядовой период — Рядовой период возобновляется после Пятидесятницы с той недели, на которой он был прерван началом Великого поста и заканчивается Торжеством Христа Царя — последним воскресеньем перед началом Адвента

Помимо этого, можно назвать ещё несколько циклов, связанных с богослужебным чтением Писания. Так, чтение Писания на мессе в будние дни определяется двухлетним циклом (чётные и нечётные годы), а в воскресные дни — трёхлетним (годы A, B, C). Чтения на Часе чтений могут совершаться по одно- или двухлетнему циклу. Псалтирь на Литургии часов прочитывается в течение 4-х недель.

## Литургический день
До реформ середины XX века литургический день в Римском обряде, по древней традиции, начинался с вечера предшествующего дня (как это до сих пор в Византийском обряде). После реформы 1969 года эта практика была упрощена, и теперь богослужебный день соответствует дню календарному (от полуночи до полуночи). Исключения составляют лишь воскресные дни и торжества, празднование которых начинается накануне вечером.

## Ранги праздников
В современном римском обряде существуют следующие категории праздников (перечислены в порядке возрастания торжественности):
Будний день (feria). В этот не совершается никаких праздников или воспоминаний святых. В отличие от византийского обряда, в римском календаре есть дни, на которые никаких памятей святых не приходится. Это не значит, что в календаре в этот день отсутствуют святые, просто они не поминаются на богослужении (что, разумеется, не препятствует совершению памяти этого святого там, где он является местночтимым, или как-то иначе почитается).
Некоторые ферии могут иметь привилегированное значение. В такие дни не может быть никаких других праздников или памятей. Например, Пепельная среда, Страстная и Пасхальная недели.
Память (memoria). Память может быть обязательной (memoria obligatoris) и необязательной, факультативной (memoria ad libitum). Во втором случае совершающим богослужение предоставляется выбор, совершать эту память, или нет. Памяти обычно посвящены святым, хотя бывают и исключения. Богослужение в такой день не сильно отличается от будничного. Псалмодия читается рядовая, однако гимн, краткое чтение с респонсорием, антифоны на Benedictus и Magnificat, прошения и коллекта — в честь памяти.
Широко использовавшийся в дореформенной календаре такой тип памяти, как Воспоминание (commemoratio), в нынешнем календаре отсутствует, однако уставные рубрики всё же содержат о нём упоминание. Воспоминание совершается (по желанию) в «предоктаву» (17—24 декабря) и октаву Рождества и в будние дни Великого поста, каковые дни имеют приоритет перед памятями святых. В этом случае святому на Часе чтений добавляется собственное чтение с респонсорием и читается коллекта, на утрени же и вечерне по прочтении рядовой коллекты читается антифон (на Benedictus или Magnificat) и коллекта святому.
Праздник (festum). В дни праздников богослужение носит уже иной, праздничный характер. На Литургии часов (кроме дневного часа) всё — празднику, в конце Часа чтений поётся Te Deum. На мессе поётся Gloria, чтения Писания посвящены празднику.
Торжество (solemnitas). К числу торжеств относятся наиболее важные праздники года (к ним можно отнести и все воскресенья). Празднование торжества начинается накануне вечером (при этом совершается т. н. «первая вечерня»), вся служба Литургии часов — празднику, на мессе полагается не два чтения Писания, как обычно, а три, читается Credo. Если торжество приходится на пятницу, традиционное воздержание в этот день отменяется.
Наиболее значимые торжества могут праздноваться с октавой. Октава (от лат. octo, восемь) означает празднование в течение восьми дней. Этот обычай берёт начало ещё в Ветхом Завете (напр., Числа, 29, 12-38), ср. также попразднства и отдания праздников в Византийском обряде. В традиционном римском обряде многие великие праздники имели октаву, некоторые октавы даже пересекались. В середине 1950-х годов число торжеств с октавой сократили до трёх наиболее важных — Рождества Христова, Пасхи и Пятидесятницы, а после 1969 года — до двух: Пасхи и Рождества.

## Неподвижные праздники
Неподвижными называются праздники, которые привязаны к календарю, то есть, приходятся каждый год на один и тот же день. Основные праздники года и некоторые известные святые представлены в данной таблице:
| Дата  | Название                                    | Ранг                | Примечание                                                |
| ----- | ------------------------------------------- | ------------------- | --------------------------------------------------------- |
| 01.01 | Торжество Пресвятой Богородицы              | торжество           |                                                           |
| 02.01 | Святые Василий Великий и Григорий Назианзин | память              |                                                           |
| 06.01 | Богоявление (праздник Трёх Царей)           | торжество           |                                                           |
| 17.01 | Святой Антоний, аббат                       | память              |                                                           |
| 21.01 | Святая Агнесса                              | память              |                                                           |
| 25.01 | Обращение святого апостола Павла            | праздник            |                                                           |
| 26.01 | Святые Тимофей и Тит                        | память              |                                                           |
| 28.01 | Святой Фома Аквинский                       | память              |                                                           |
| 02.02 | Сретение (Представление Господа)            | праздник            |                                                           |
| 14.02 | Святые Кирилл и Мефодий                     | праздник            | Покровители Европы; память — до 1980 года                 |
| 22.02 | Кафедра Святого Петра                       | праздник            |                                                           |
| 19.03 | Святой Иосиф Обручник                       | торжество           |                                                           |
| 25.03 | Благовещение                                | торжество           |                                                           |
| 25.04 | Святой Марк, Евангелист                     | праздник            |                                                           |
| 02.05 | Святой Афанасий                             | память              |                                                           |
| 03.05 | Святые Филипп и Иаков, апостолы             | праздник            |                                                           |
| 14.05 | Святой Матфий, апостол                      | праздник            |                                                           |
| 31.05 | Посещение Пресвятой Девой Марией Елизаветы  | праздник            |                                                           |
| 01.06 | Святой Иустин                               | память              |                                                           |
| 05.06 | Святой Бонифаций                            | память              |                                                           |
| 11.06 | Святой Варнава                              | память              |                                                           |
| 13.06 | Святой Антоний Падуанский                   | память              |                                                           |
| 24.06 | Рождество святого Иоанна Крестителя         | торжество           |                                                           |
| 25.06 | Святой Иаков, апостол                       | праздник            |                                                           |
| 28.06 | Святой Ириней                               | память              |                                                           |
| 29.06 | Святые Пётр и Павел, апостолы               | торжество           |                                                           |
| 03.07 | Святой Фома, апостол                        | праздник            |                                                           |
| 11.07 | Святой Бенедикт Нурсийский                  | память              | Покровитель Европы. В европейской части России — праздник |
| 22.07 | Святая Мария Магдалина                      | праздник            | память — до 2016 года                                     |
| 26.07 | Святые Иоаким и Анна                        | память              |                                                           |
| 06.08 | Преображение Господне                       | праздник            |                                                           |
| 08.08 | Святой Доминик де Гусман Гарсес             | память              |                                                           |
| 10.08 | Святой мученик Лаврентий                    | праздник            |                                                           |
| 15.08 | Успение Пресвятой Богородицы                | торжество           |                                                           |
| 24.08 | Святой Варфоломей, апостол                  | праздник            |                                                           |
| 28.08 | Святой Августин                             | память              |                                                           |
| 29.08 | Усекновение главы святого Иоанна Крестителя | память              |                                                           |
| 03.09 | Святой Григорий Великий                     | память              |                                                           |
| 08.09 | Рождество Пресвятой Богородицы              | праздник            |                                                           |
| 13.09 | Святой Иоанн Златоуст                       | память              |                                                           |
| 14.09 | Воздвижение Креста Господня                 | праздник            |                                                           |
| 21.09 | Святой Матфей, апостол и евангелист         | праздник            |                                                           |
| 29.09 | Святые архангелы Михаил, Гавриил и Рафаил   | праздник            |                                                           |
| 30.09 | Святой Иероним Стридонский                  | память              |                                                           |
| 04.10 | Святой Франциск Ассизский                   | память              |                                                           |
| 07.10 | Пресвятая Дева Мария Розария                | память              |                                                           |
| 17.10 | Святой Игнатий Антиохийский                 | память              |                                                           |
| 18.10 | Святой Лука, евангелист                     | праздник            |                                                           |
| 28.10 | Святые Симон и Иуда, апостолы               | праздник            |                                                           |
| 01.11 | Все святые                                  | торжество           |                                                           |
| 09.11 | Освящение Латеранской базилики              | праздник            |                                                           |
| 10.11 | Святой Лев, папа римский                    | память              |                                                           |
| 21.11 | Введение во храм Пресвятой Богородицы       | память              |                                                           |
| 30.11 | Святой Андрей, апостол                      | праздник            | Покровитель России. В России — торжество                  |
| 07.12 | Святой Амвросий Медиоланский                | память              |                                                           |
| 08.12 | Непорочное зачатие Девы Марии               | торжество           |                                                           |
| 25.12 | Рождество Христово                          | торжество с октавой |                                                           |
| 26.12 | Святой первомученик Стефан                  | праздник            |                                                           |
| 27.12 | Святой Иоанн, апостол и евангелист          | праздник            |                                                           |
| 28.12 | Святые младенцы Вифлеемские                 | праздник            |                                                           |

## Подвижные праздники
Подвижными называются праздники, дата празднования которых зависит от даты Пасхи, таким образом, в разные годы они приходятся на разные дни. Основные подвижные праздники приведены в данной таблице (в скобках указан, сокращённо, день недели, на который приходится данный праздник):
| Относительно Пасхи | Название                                                                  | Ранг                | Примечание |
| ------------------ | ------------------------------------------------------------------------- | ------------------- | --- |
| −46 (ср)           | Пепельная Среда                                                           |                     | Обряд посыпания головы пеплом |
| −7 (вс)            | Пальмовое (Вербное) воскресенье                                           |                     | Вход Господень в Иерусалим вспоминается перед мессой. На самой мессе читается одно из Страстных Евангелий                                                                                    |
| −3 (чт)            | Великий Четверг                                                           |                     | Воспоминается Тайная Вечеря, установление таинств Евхаристии и Священства. На приходах разрешается только одна месса вечером                                                                 |
| −2 (пт)            | Великая Пятница                                                           |                     | Воспоминаются Крестные страдания Христа. Пост и воздержание. Евхаристия не совершается, во второй половине дня совершается особая месса с Литургией Преждеосвященных Даров                   |
| −1 (сб)            | Великая Суббота                                                           |                     | Воспоминается пребывание Христа во гробе. Рекомендуется пост и воздержание. Совершение мессы не разрешается (Месса Пасхального Бдения, совершаемая вечером или ночью, относится уже к Пасхе) |
| 0 (вс)             | Пасха                                                                     | торжество с октавой | Накануне совершается месса Пасхального бдения, с обрядом освящения нового огня и крещальной литургией                                                                                        |
| 1-6 (пн—сб)        | Светлый Понедельник — Светлая Суббота                                     |                     | Октава Пасхи. Богослужение ежедневно по чину торжеств. В пятницу отменяется обычное воздержание                                                                                              |
| 7 (вс)             | Фомино воскресенье, dominica in albis, quasimodo, День Божиего милосердия |                     | |
| 39 (чт)            | Вознесение                                                                | торжество           | |
| 49 (вс)            | Пятидесятница                                                             | торжество           | |
| 56 (вс)            | Святой Троицы                                                             | торжество           | |
| 60 (чт)            | Тела и Крови Христовых                                                    | торжество           | Обычно после мессы совершается торжественная процессия со Святыми Дарами |
| 68 (пт)            | Святейшего Сердца Иисуса                                                  | торжество           | |

Есть также несколько подвижных праздников и торжество, чья дата исчисляется относительно Рождества:
- За 5 воскресений до Рождества — Праздник Христа Царя. Торжество.
- 4-1 воскресенья до Рождества — 1-4 воскресенья Адвента.
- Воскресенье в октаве Рождества — Святого Семейства. Праздник. Если в октаве Рождества не будет воскресенья, праздник отмечается 30 декабря.
- Воскресенье после Богоявления — Крещение Господне. Праздник. Окончание Рождественского периода[11].

## Наложения и переносы
В Римском обряде, в отличие, например, от Византийского, нет столь развитой системы соединения разных праздников, приходящихся на один день. Как правило, если какое-нибудь воспоминание или праздник попадают на воскресенье или другой день, имеющий особое значение, этот праздник либо отменяется вовсе, либо переносится на другой день. При попадании на воскресный день торжества оно имеет приоритет перед воскресеньем; однако в особые периоды года (Великий пост, Пасхальный период, Адвент) приоритет имеет воскресенье, а торжество переносится на другой день. Так, например, торжество Благовещения, если оно попадает на одно из воскресений Великого поста, переносится на ближайший понедельник, если же он попадает на Страстную или Светлую недели, он переносится на период после окончания Светлой недели и совершается во вторник.
Подвижные праздники также иногда переносятся, но уже по другой причине: праздник, приходящийся на рабочий день, может быть перенесён на ближайшее воскресенье. Это объясняется т. н. «пастырской необходимостью» и имеет целью дать возможность посетить праздничную службу людям, которые в этот день работают. Например, на следующее за ними воскресенье может переноситься Вознесение, Торжество Тела Христова, из неподвижных праздников — Богоявление. Решение о том, какие именно праздники переносятся, лежит на местной епископской конференции. В России на общецерковном уровне такие переносы не практикуются (кроме переноса Торжества Тела Христова на воскресенье), однако возможны частные случаи, когда, например, в конкретном приходе храмовый праздник переносится на ближайшее воскресенье.

## Обязательные праздники
Ряд праздников в Католической Церкви относится к числу т. н. «обязательных» праздников (другие названия: «предписанные праздники», или «субграви», от лат. sub gravi poena, обозначающего степень вины того, кто эти праздники не соблюдает). В эти дни каждый католик обязан посетить праздничную мессу. В число таких праздников входят все воскресные дни года, а также 10 торжеств из приведённого ниже списка, хотя местная Епископская конференция может вносить коррективы в этот список, например, некоторые из этих праздников перенести на воскресенье.
- 1 января — Святой Богородицы Марии
- 6 января — Богоявление
- 19 марта — Святого Иосифа Обручника
- 40-й день после Пасхи — Вознесение Господне
- 60-й день после Пасхи — Пресвятого Тела и Крови Христа
- 29 июня — Святых Апостолов Петра и Павла
- 15 августа — Вознесение Пресвятой Девы Марии
- 1 ноября — Всех Святых
- 8 декабря — Непорочное Зачатие Пресвятой Девы Марии
- 25 декабря — Рождество Христово